# 四都乡
四都乡，是中华人民共和国浙江省丽水市松阳县下辖的一个乡镇级行政单位。

## 行政区划
四都乡下辖以下地区：
下包村、章田村、柘坑村、塘后村、平田村、陈家铺村、庄河村、西坑村、午岭村、汤城村和榔树村。